# Tatsuushi-gawa
La rivière Tatsuushi (立牛川, Tatsuushi-gawa) est un cours d'eau du Japon qui traverse la préfecture de Hokkaidō.

## Géographie
La rivière prend sa source sur les pentes du mont Kitami dans les monts Kitami. Elle s'écoule sur 33 km dans la direction du nord avant de se jeter dans la Shokotsu-gawa.